# NFLの一覧記事
NFLの一覧記事（NFLのいちらんきじ）は、NFLの個人記録、チーム記録、その他選手一覧などの一覧である。

## 個人記録

### パッシング記録
- NFL200タッチダウンパサーの一覧
- NFL通算パス獲得ヤード順位の一覧

### ラッシング記録
- NFL10000ヤードラッシャーの一覧
- NFLシーズン2000ヤードラッシャーの一覧

### 各チーム先発出場QBの記録
- シアトル・シーホークス先発QBの一覧

### その他攻撃選手の記録
- NFL通算得点記録の一覧
- NFLのクォーターバック通算勝利数の一覧
- NFLのクォーターバック連続先発出場記録
- 1試合6フィールドゴール以上をあげたNFLのプレースキッカー一覧

### 守備選手の記録
- NFL100サック以上選手の一覧
- NFL50インターセプト以上選手の一覧

## その他
- 現役中に亡くなったNFL選手の一覧
- メジャーリーグベースボールとナショナルフットボールリーグの両方の試合に出場した選手の一覧